# Villi villámkérdései
A Villi villámkérdései (eredeti cím: Forky Asks a Question) 2019-től vetített amerikai 3D-s számítógépes animációs vígjáték sorozat, amelyet Bob Peterson készített, rendezett és írt a Toy Story franchise alapján. A sorozat a Toy Story 4. után játszódik.
Az animációs játékfilmsorozat producere Mark Nielsen. A sorozat a Pixar Animation Studios gyártásában készült, a Disney Media Distribution forgalmazásában jelent meg. 
Amerikában 2019. szeptember 12-én mutatták be a Disney+-on. Magyarországon várhatóan 2022-ben lesz látható.

## Cselekmény
A kézzel készített játék, Vili a barátaival  különböző kérdéseket tesz fel az élettel kapcsolatban. A barátok közé tartozik Guba, Rex, Trixi, Bogi, Vén Vekker, Chairol Burnett, Melephant Brooks.

## Szereplők
| Szereplő          | Eredeti hang       |
| ----------------- | ------------------ |
| Vili              | Tony Hale          |
| Guba              | John Ratzenberger  |
| Rex               | Wallace Shawn      |
| Trixi             | Kristen Schaal     |
| Chairol Burnett   | Carol Burnett      |
| Melephant Brooks  | Mel Brooks         |
| Carl Reineroceros | Carl Reiner        |
| Bitey White       | Betty White        |
| Tüsi úr           | Robin Atkin Downes |
| Vén Vekker        | Alan Oppenheimer   |
| Rib Tickles       | Aloma Wright       |
| Dolly             | Bonnie Hunt        |
| Bogi              | Jeff Garlin        |
| ABC               | Jeff Pidgeon       |

## Évadok
| Évad | Évad | Epizódok | Eredeti sugárzás   | Eredeti sugárzás | Eredeti adó | Magyar sugárzás | Magyar sugárzás | Magyar adó |
| Évad | Évad | Epizódok | Évadpremier        | Évadfinálé       | Eredeti adó | Évadpremier     | Évadfinálé      | Magyar adó |
| ---- | ---- | -------- | ------------------ | ---------------- | ----------- | --------------- | --------------- | ---------- |
|      | 1    | 10       | 2019. november 12. | 2020. január 10. |             | TBA             | TBA             |            |

| #   | #   | Eredeti cím         | Magyar cím        | Rendező      | Író          | Amerikai premier   | Magyar premier |
| --- | --- | ------------------- | ----------------- | ------------ | ------------ | ------------------ | -------------- |
| 1.  | 1.  | What Is Money?      |                   | Bob Peterson | Bob Peterson | 2019. november 12. |                |
| 2.  | 2.  | What Is a Friend?   |                   | Bob Peterson | Bob Peterson | 2019. november 15. |                |
| 3.  | 3.  | What Is Art?        |                   | Bob Peterson | Bob Peterson | 2019. november 22. |                |
| 4.  | 4.  | What Is Time?       |                   | Bob Peterson | Bob Peterson | 2019. november 29. |                |
| 5.  | 5.  | What Is Love?       |                   | Bob Peterson | Bob Peterson | 2019. december 6.  |                |
| 6.  | 6.  | What Is a Computer? |                   | Bob Peterson | Bob Peterson | 2019. december 13. |                |
| 7.  | 7.  | What Is a Leader?   |                   | Bob Peterson | Bob Peterson | 2019. december 20. |                |
| 8.  | 8.  | What Is a Pet?      | Mi az a kisállat? | Bob Peterson | Bob Peterson | 2019. december 27. |                |
| 9.  | 9.  | What Is Cheese?     |                   | Bob Peterson | Bob Peterson | 2020. január 3.    |                |
| 10. | 10. | What Is Reading?    |                   | Bob Peterson | Bob Peterson | 2020. január 10.   |                |

## Gyártás

### Fejlesztés
A Pixar kreatív vezetője, Pete Docter elmondta, hogy sorozat fog készülni a Toy Story 4-ben megismert Viliről Forky Asks a Question címmel a Disney+-ra. Tony Hale megismétli a Toy Story 4-ből a szerepét. Hale elmondta, hogy a sorozat hétköznapi kérdésekről fog szólni, ami talán zavarba fogják hozni az emberek. Bob Peterson a sorozat írására és rendezésére készül, producer Mark Nielsen lesz.
A sorozatot a Pixar Animation Studios készíti.

### Szereposztás
2019. június 12-én, amikor a sorozatot bejelentették, megerősítették, hogy Tony Hale meg fogja ismételni a Toy Story 4. szerepét. 2019. június 25-én Nielsen kiderítette, hogy Carol Burnett, Mel Brooks, Carl Reiner és Betty White is visszatérnek, mint Chairol Burnett, Melephant Brooks, Carl Reineroceros és Bitey White. Nielsen szerint a szereplőknek több játékideje lesz a filmben való megjelenésükhöz képest.
A 2019-es D23 során kiderült, hogy John Ratzenberger is visszatér Guba szerepében. 2019. október 30-án kiderült, hogy Wallace Shawn és Kristen Schaal is szerepelnek a sorozatban, mint Rex és Trixi.